# Henri Le Masson
Pour les articles homonymes, voir Le Masson.
Ne doit pas être confondu avec Henri Lemasson.
Jules-Henri Le Masson, né le 3 avril 1900 à Paris 6e et mort le 27 mars 1977 à Suresnes, est un historien de marine.
Il fut président de l'Académie de Marine entre 1968 et 1969 et fut fait officier de la Légion d'honneur.

## Biographie
Ce fils de médecin d’origine normande mène des études à la faculté de droit et à l’école des Sciences Politiques d’où il sort diplômé en 1922. Passionné de marine depuis son plus jeune âge, il doit renoncer à l'École navale pour un défaut de vision.
Marié, père de 6 enfants, il partage sa vie professionnelle de publicitaire (Compagnie Générale Transatlantique, Chemins de fer français, Compagnie française de raffinage Total), avec des activités journalistiques et littéraires.
Engagé volontaire en 1918, il est démobilisé en 1920. Il entre en 1928 dans le corps, nouvellement créé, des officiers de réserve interprètes et du chiffre (ORIC) de la Marine. Mobilisé en 1939, il est affecté à la mission navale française de Londres dirigée par l'amiral Odend'hal. Remobilisé en 1944, il sert au 2e bureau de l’État-major général de la Marine.
Il développe une activité journalistique considérable concernant tant la marine militaire que la marine marchande. En outre, il est l’auteur de nombreux ouvrages traitant de l’histoire maritime et, plus particulièrement, de l'histoire et de l'évolution du matériel naval.
Membre du conseil des Amis des marins et de la marine, il crée les conférences du Mardi soir du Musée de la  Marine. Par ailleurs, en sa qualité de spécialiste de l'histoire navale, il participe à de très nombreuses émissions radiophoniques et télévisuelles.
Correspondant de l’Académie de Marine depuis 1942, il en devient membre titulaire en 1949 à la section historique, et la préside de 1968 à 1969.
Il collabore à de nombreux journaux :
- le Larousse mensuel
- Science et Vie
- Je sais tout
- L'Illustration
- la Revue française
- la Revue industrielle
- Le Journal de la marine marchande
- le Journal of Commerce (Liverpool)
- le Shipbuilder (Newcastle)
- la Norwegian shipping Gazette (Oslo)
- la Revue maritime
- la Revue nautique
- Neptunia
- Triton
- Le Yacht
- le Journal de Genève (depuis 1949), successeur de René Julien Labruyère
- Shipbuilding and Shipping Record, correspondant pour la France (depuis 1945)

Remarqué par René Fould, président de la Chambre syndicale des constructeurs de navire, il publiera, dans ce cadre, un bulletin mensuel français et anglais.

## Publications
- La Victoire sur la mer (traduction des souvenirs de l’Amiral Sims), Payot, 1925
- Les Flottes de combat (Fighting fleets), Paris, Éditions Maritimes et d’Outre-Mer, publié tous les 2 ans, en collaboration avec :
  - le commandant Vincent-Bréchignac (1940-42)
  - Jérôme Le Masson (1950, 1952, 1954, 1956, 1958)
  - Jean Labayle-Couhat (1974)
- La marine française se bat, Paris, Hachette, 1944
- Forces sur la mer, Paris, Éditions Maritimes et d’Outre-Mer, 1945
- De la “Gloire” au “Richelieu”, Horizons de France, 1946
- Le Deuxième Conflit mondial (en collaboration), Éditions G.P, 1946 -1947
- Les Lévriers de la mer, Torpilleurs et Destroyers, Collection “Visages de la Marine”, Horizons de France, 1948
- La Marine de Guerre moderne, porte-avions, sous-marins, escorteurs, avec G. Dolle, Horizons de France, 1951
- La Locomotion moderne (en collaboration), Éditions S.N.E.p. 1951
- Navires d’aujourd’hui, Bibliothèque des Merveilles, Paris, Hachette, 1951
- La dixième flotte (traduction d’un ouvrage historique de Ladislas Farago, USA), en collaboration avec F. Dominique Barbier, Presses de la Cité, 1965
- Duel en deux heures (traduction d’un roman de Nicolas Monsarrat), Presses de la Cité, 1965
- Bâtiment de guerre d’aujourd’hui, Éditions Maritimes et d’Outre Mer, 1965
- Histoire du Torpilleur en France, 1872-1940, publié par l’Académie de Marine, 1966, vendu par les Éditions Maritimes et d’Outre Mer
- Du Nautilus (1800) au Redoutable, histoire critique du sous-marin dans la Marine française, Presses de la Cité, 1969
- Dans la série Navies of the Second World War, « The French Navy », Macdonald & C°, Londres, 1969,
- Propos maritimes. Préface par le vice-amiral d'escadre Yves de Bazelaire, Éditions Maritimes et d’Outre Mer, 1970 -
- Le Navire de combat à travers les âges, ouvrage de D. Macintyre et B. Bathe. Préface, traduction et adaptation française, en collaboration avec Francine Le Masson, Stock, 1971
- Les Sous-marins français, 1863 à nos jours, mise à jour et documentation de Francis Doucet, Brest, Paris, Édition de la Cité, 1980
- Guérilla sur la mer, Éditions France-empire, 1973

## Distinctions
- Officier de la Légion d'honneur